# Campeonato Mundial de Pentatlón Moderno de 2015
El LV Campeonato Mundial de Pentatlón Moderno se celebró en Berlín (Alemania) entre el 29 de junio y el 5 de julio de 2015 bajo la organización de la Unión Internacional de Pentatlón Moderno (UIPM) y la Federación Alemana de Pentatlón Moderno.
Las competiciones se realizaron en las instalaciones del Parque Olímpico de la capital germana.

## Concurso masculino

### Individual
| Puesto | Atleta             | País    | ESG | NAT | HÍP | COM | Total |
| ------ | ------------------ | ------- | --- | --- | --- | --- | ----- |
| Oro    | Pavlo Tymoshchenko | Ucrania | 223 | 316 | 300 | 638 | 1477  |
| Plata  | Alexandr Lesun     | Rusia   | 252 | 324 | 284 | 613 | 1473  |
| Bronce | Andri Fedechko     | Ucrania | 244 | 317 | 293 | 609 | 1463  |

### Equipos
| Puesto | País          | ESG | NAT | HÍP | COM | Total |
| ------ | ------------- | --- | --- | --- | --- | ----- |
| Oro    | Corea del Sur |     |     |     |     | 4301  |
| Plata  | Rusia         |     |     |     |     | 4263  |
| Bronce | Polonia       |     |     |     |     | 4252  |

### Relevos
| Puesto | Atletas                               | País     | ESG | NAT | HÍP | COM | Total |
| ------ | ------------------------------------- | -------- | --- | --- | --- | --- | ----- |
| Oro    | Marvin Dogue Alexander Novis          | Alemania | 234 | 349 | 285 | 676 | 1544  |
| Plata  | Alexandr Kukarin Kirill Beliakov      | Rusia    | 232 | 363 | 288 | 657 | 1540  |
| Bronce | Szymon Staśkiewicz Jarosław Świderski | Polonia  | 233 | 353 | 286 | 648 | 1520  |

## Concurso femenino

### Individual
| Puesto | Atleta          | País     | ESG | NAT | HÍP | COM | Total |
| ------ | --------------- | -------- | --- | --- | --- | --- | ----- |
| Oro    | Lena Schöneborn | Alemania | 282 | 276 | 296 | 536 | 1390  |
| Plata  | Chen Qian       | China    | 244 | 293 | 292 | 538 | 1367  |
| Bronce | Yane Marques    | Brasil   | 252 | 304 | 289 | 505 | 1350  |

### Equipos
| Puesto | País     | ESG | NAT | HÍP | COM | Total |
| ------ | -------- | --- | --- | --- | --- | ----- |
| Oro    | Polonia  |     |     |     |     | 3753  |
| Plata  | Alemania |     |     |     |     | 3642  |
| Bronce | Hungría  |     |     |     |     | 3590  |

### Relevos
| Puesto | Atletas                               | País     | ESG | NAT | HÍP | COM | Total |
| ------ | ------------------------------------- | -------- | --- | --- | --- | --- | ----- |
| Oro    | Liang Wanxia Chen Qian                | China    | 238 | 320 | 279 | 581 | 1418  |
| Plata  | Lina Batulevičiūtė Ieva Serapinaitė   | Lituania | 222 | 320 | 286 | 582 | 1410  |
| Bronce | Oktawia Nowacka Aleksandra Skarzyńska | Polonia  | 231 | 314 | 272 | 592 | 1409  |

## Relevo mixto
| Puesto | Atletas                           | País            | ESG | NAT | HÍP | COM | Total |
| ------ | --------------------------------- | --------------- | --- | --- | --- | --- | ----- |
| Oro    | Jan Kuf Natálie Dianová           | República Checa | 220 | 345 | 297 | 614 | 1476  |
| Plata  | Maxim Kustov Anna Buriak          | Rusia           | 226 | 356 | 284 | 602 | 1468  |
| Bronce | Nathan Schrimsher Margaux Isaksen | Estados Unidos  | 209 | 345 | 291 | 616 | 1461  |

## Medallero
| Núm. | País            | Oro | Plata | Bronce | Total |
| ---- | --------------- | --- | ----- | ------ | ----- |
| 1    | Alemania        | 2   | 1     | 0      | 3     |
| 2    | China           | 1   | 1     | 0      | 2     |
| 3    | Polonia         | 1   | 0     | 3      | 4     |
| 4    | Ucrania         | 1   | 0     | 1      | 2     |
| 5    | Corea del Sur   | 1   | 0     | 0      | 1     |
| 5    | República Checa | 1   | 0     | 0      | 1     |
| 7    | Rusia           | 0   | 4     | 0      | 4     |
| 8    | Lituania        | 0   | 1     | 0      | 1     |
| 9    | Brasil          | 0   | 0     | 1      | 1     |
| 9    | Estados Unidos  | 0   | 0     | 1      | 1     |
| 9    | Hungría         | 0   | 0     | 1      | 1     |
|      | TOTAL           | 7   | 7     | 7      | 21    |